# مدرسة الأسقف فينويك الثانوية
مدرسة الأسقف فينويك الثانوية (بالإنجليزية: Bishop Fenwick High School)‏ هي مدرسة ثانوية ضيقة في فرانكلين، أوهايو، الولايات المتحدة الأمريكية.

## خريجون متميزون
- تيم جوردن - لاعب سابق في اتحاد كرة القدم الأميركي
- أوستن جيرنج - لاعب في الدوري الوطني لكرة القدم الأمريكية